# Hải Dương

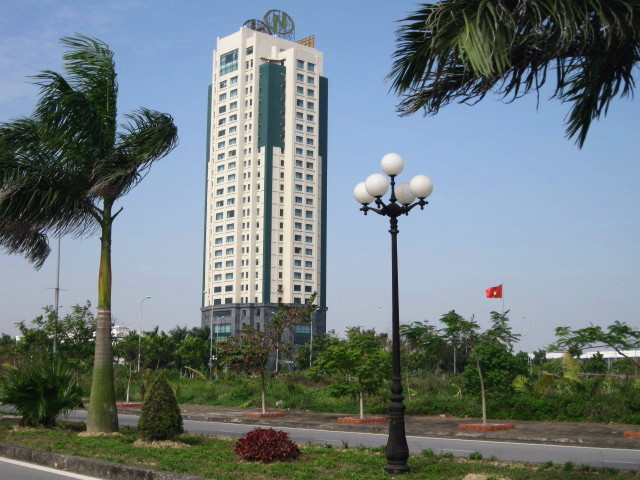
Kontorsbyggnad i Hai Duong.

Hai Duong (på vietnamesiska Hải Dương) är en stad i Vietnam och huvudstad i provinsen Hai Duong. Folkmängden uppgick till 213 096 invånare vid folkräkningen 2009, varav 170 420 invånare bodde i själva centralorten.